# Roman Pietruski

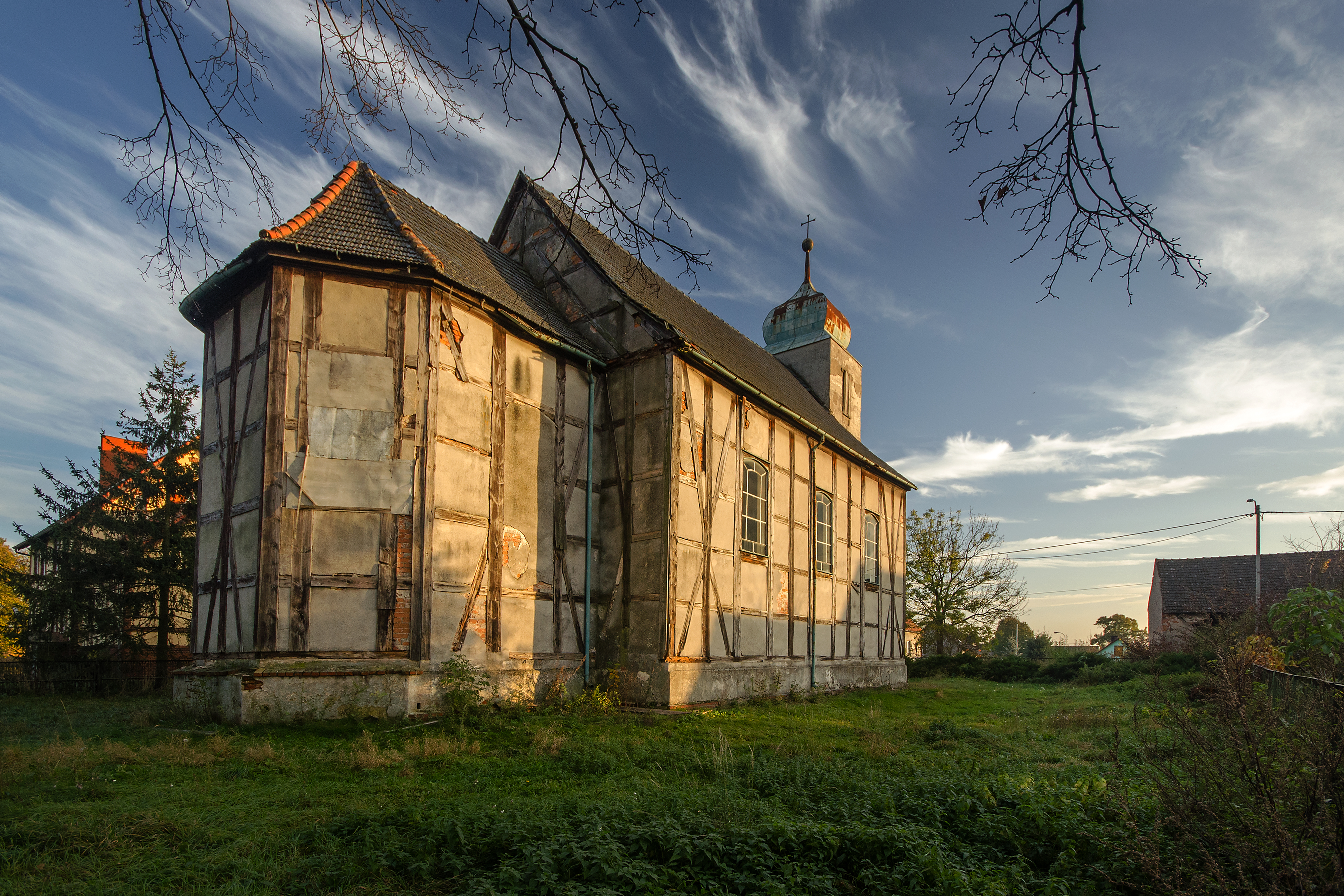
Kościół św. Jana Nepomucena w Minkowicach Oławskich

Roman Pietruski (ur. 22 lipca 1879 we Lwowie, zm. 27 kwietnia 1962 w Minkowicach Oławskich) – polski duchowny rzymskokatolicki.
W latach 1899–1910 należał do zakonu dominikanów (nosił imię zakonne Alfons). Święcenia kapłańskie przyjął 21 lutego 1904 we Lwowie z rąk arcybiskupa Józefa Bilczewskiego. W 1910 opuścił zakon i został inkardynowany do archidiecezji lwowskiej. Był wikariuszem ekspozytem parafii Okniany (1910–1916) i Bednarówka (1916–1923). Od 1923 był proboszczem powołanej w tym roku parafii Św. Stanisława Biskupa i Męczennika w Bryńcach Zagórnych. Posługiwał w kościele Narodzenia Najświętszej Marii Panny i św. Szczepana w Potoku Złotym, skąd został wysiedlony w 1945 na Ziemie Odzyskane. Po wojnie był proboszczem parafii św. Jana Nepomucena w Minkowicach Oławskich.

## Odznaczenia
- Krzyż Oficerski Orderu Odrodzenia Polski (uchwałą Rady Państwa z 19 lipca 1954, za zasługi w pracy społecznej)[7]
- Krzyż Kawalerski Orderu Odrodzenia Polski (postanowieniem prezydenta Bolesława Bieruta z 17 czerwca 1950, za zasługi w pracy społecznej)[8].